# Tamerville

Tamerville este o comună în departamentul Manche, Franța. În 1 ianuarie 2022 avea o populație de 693 de locuitori.